# История на Пловдив
Историята на Пловдив води началото си от неолита през VI хилядолетие пр.н.е., а съвременния град съществува без прекъсване от IV хилядолетие пр.н.е. През IV век пр.н.е. се превръща в главния град на северна Тракия, какъвто остава до наши дни. В различни периоди Пловдив има важни политически функции в региона като средище на древната Пловдивска епархия и административен център на римската провинция Тракия, латинското Филипополско херцогство, османският Пловдивски санджак и автономната област Източна Румелия. Днес Пловдив е вторият по големина град в България и важен стопански и културен център.

## Древност и Античност
Най-старите следи от обитаване на територията на днешния град Пловдив са няколко неолитни селища от VI хилядолетие пр.н.е., като това при Яса тепе в квартал Лаута. Най-ранното известно селище в Трихълмието е разкрито на Небет тепе. То възниква през каменно-медната епоха (IV хилядолетие пр.н.е.) и е обитавано без прекъсване оттогава до наши дни, поради което е смятано за началния етап от развитието на Пловдив. През желязната епоха селището на Небет тепе е укрепен пункт на тракийския народ беси, а през V век пр.н.е. е включено в Одриското царство.
През 342 година пр.н.е. селището е завладяно от македонския цар Филип II, който му дава своето име – Филипополис – използвано в различни варианти и до днес. По това време градът е обграден със здрави крепостни стени, но към 320 година пр.н.е. Одриското царство възстановява самостоятелността си. По време на македонското управление и в последвалата Елинистическа епоха Филипополис е превърнат в град и един от важните центрове на Тракия.
III-I век пр.н.е. е период на политическа нестабилност в Тракия – одриските царе изпадат в зависимост от Римската република, често избухват междуособици и масови въстания. През 183 година пр.н.е. Филипопол е превзет от македонския цар Филип V, но малко по-късно одрисите си го връщат. През 72 година пр.н.е. градът е завладян за кратко от римския пълководец Марк Теренций Варон Лукул по време на похода му срещу бесите, но траките скоро възстановяват властта си над града. В началото на I век тракийски бунтовници обсаждат във Филипопол поддържания от римляните цар Реметалк II.
Християнската общност в града е създадена от апостол Ерм, който според традицията е епископ през 36 – 57 година.
Филипополис окончателно попада в пределите на Римската империя при създаването на провинция Тракия през 46 година. През Римската епоха градът се превръща във важен пункт на пътя Виа Милитарис, свързващ Сингидунум с Византион. Тук той се пресича с пътища, водещи до Ескус край дунавския лимес и през Никополис ад Нестум до другия основен път на Балканите – Виа Егнация. Като главен град (метрополис) на провинцията в града е седалището на Съюза на траките (Κοινόν των Θρακων), в който членували представители на отделните градове. Според широко разпространено мнение, градът получава титлата метрополис по времето на император Септимий Север, но съществуват и мнения, според които това е станало още в началото на управлението на Траян.
От поне 220 г., Филипополис получава почетна неокорска титла, която дава право на града да има храм посветен на императорския култ. Това става повод Перинт, седалище на управителя на Тракия, да подчертава своята двойна неокория. За това свидетелстват отсечени в градската монетарница медальони на император Елагабал и официални надписи от времето на Александър Север.
През Римския период във Филипопол се строят обществени сгради, съкровищница, храмове, бани, булевтерион (одеон), театри, мащабен стадион. С разрастването си градът напуска очертанията на Трихълмието и се разпростира в низината, старите укрепления са построени отново, а през 172 г. император Марк Аврелий издига втора крепостна стена, за да обхване разрасналия се град. Тримонциум има мащабна водоснабдителна система, включваща каптажи, резервоари, тръбопроводи и два акведукта, единствените подобни съоръжения в днешна България. Разкопки в съвременния град днес разкриват само малка част от античното минало на старинния Пловдив.
През 250 година, при първото голямо нашествие на готите на Балканския полуостров, те обсаждат Филипопол, защитаван от римския военачалник Приск. Опитите на император Деций Траян да помогне на обсадените за осуетени след поражение на армията му при Берое и градът е превзет, може би със съдействието на самия Приск. Градът е изцяло опожарен, много от жителите му, според Амиан Марцелин 100 хиляди души, са избити, а други са отведени в плен.
След опожаряването на Филипополис от готите градът се свива в рамките на градските стени, а периферните квартали са изоставени. Едва към средата на IV век той възстановява предишните си размери. Много от унищожените обществени сгради са възстановени, често с по-големи размери от първоначалните.
При реформите на император Диоклециан в края на III век провинция Тракия е разделена на няколко части и Филипополис става център на една от тях, обхващаща частта от Тракия на запад от Чирпанските възвишения, която запазва същото име. През 304 година, при Диоклециановите гонения, в града са избити 37 войници християни.
През 343 година, след провала на Сердикийския събор, във Филипопол се събират напусналите го ариански епископи.

## Средновековие
След разделянето на Римската империя в края на IV век Филипопол остава в Източната Римска империя, в границите на която е през по-голямата част от следващото хилядолетие. В средата на VI век, при император Юстиниан I, са възстановени и надградени крепостните стени около Трихълмието, а в околностите на града са построени десетки спомагателни укрепления. През следващите десетилетия Тракия е многократно нападана от българи, авари и славяни, а през 584 година самият Филипопол е подложен на неуспешна обсада от аварите.
В началото на VII век около града е изградена втора крепостна стена, която обхваща кварталите на изток и на юг от Трихълмието. По това време в голяма част от Балканския полуостров масово навлизат различни славянски народи. Южно от Филипопол, чак до района на Солун, се установяват драговитите, за които по-късно е създадена Драговитийска епископия в рамките на Филипополската епархия. Няма сведения славяните да нападат града, но се предполага, че славяни се заселват в него по мирен път.
Според източници от VII век Филипополската епархия обхваща епископии със седалище в Диоклецианопол (днес Хисаря) и неидентифицираните Севастопол и Диоспол, а митрополитът е наричан „екзарх на Тракия Драговица“. През VIII век подчинени на филипополския митрополит са още епископите на Берое, Маркели, Литопросопос, Декастера и Леведос.
След създаването на Първата българска държава в края на VII век Филипопол се превръща във важен преден пост на византийското влияние на Балканите. По време на продължителните войни на Империята с България през VIII век в областта на Пловдив са заселени много колонисти от Армения и Сирия, сред които значителен брой привърженици на манихейството и павликянството.
По време на походите на българския владетел Крум през 811 – 813 година, когато той разрушава много тракийски градове и отвежда жителите им на север, населението на Филипопол изоставя града и бяга в по-безопасни области на юг. През 836 година градът е завладян от българския владетел Маламир, като изглежда се предава и смяната на властта става без особени кръвопролития. Филипопол остава в границите на България до 970 година, когато е превзет от киевския княз Светослав I, който разграбва града и набива на кол 20 хиляди негови жители. След изтласкването на киевските войски от Балканите през следващата година Филипопол отново е присъединен към Източната Римска империя.
Филипопол се възстановява бързо след руските кланета, като в града и околностите му отново са заселени павликяни и манихейци от Армения и Сирия. Той става една от основните опорни точки на император Василий II Българоубиец в продължителните му войни, довели до унищожаването на Първата българска държава. От средата на XI век градът е под заплахата на нападенията в Тракия на печенеги и кумани, както и на продължителното павликянско Въстание на Травъл, поради което около него са изградени допълнителни укрепления. Император Алексий I Комнин пребивава известно време във Филипопол, полагайки усилия за налагането на православието сред павликяните.
През Филипопол сравнително мирно преминават Първият (1096) и Вторият кръстоносен поход (1149), като в града се обособява Латински квартал със западноевропейски търговци и занаятчии. При Третия кръстоносен поход през 1089 година гарнизонът и много жители изоставят града и той е завзет и разграбен от войските на император Фридрих I Барбароса, които остават там в продължение на шест месеца.
През следващите години Филипопол е засегнат от засилващата се политическа нестабилност в региона. През 1193 година управителят на филипополската тема Константин Ангел Дука се обявява за император, но е заловен и ослепен. През 1196 година за управител на областта е назначен българският болярин Иванко, но през 1198 – 1200 година той управлява самостоятелно в съюз с България. През 1204 година Четвъртият кръстоносен поход превзема Константинопол и поставя началото на Латинската империя, а Филипопол става столица на васално на императора херцогство. През 1205 година кръстоносците са принудени да напуснат града, опожарявайки част от него, а малко по-късно той е превзет с нови разрушения от българския цар Калоян. Градът остава под български контрол до Филипополската битка през 1208 година, когато херцозите успяват отново да наложат властта си.
След 1208 г. до 1229 г. херцог на Филипопол е Жерар дьо Стрьом, родственик на Рение дьо Три. През 20-те години на ХІІІ век херцогството вероятно става васално на Втората българска държава по време на царуването на Иван Асен II (1218 – 1241). Според някои източници, в битката при Клокотница на страната на българската войска участва и отряд рицари. По силата на договора сключен на 9 април 1229 г. в Перуджа между Латинската империя и бившия йерусалимски крал Жан дьо Бриен, последният получава във владение Филипополското херцогство и става херцог на Филипопол за периода 1229 до 1237 г.
Филипопол вероятно е окончателно загубен от херцозите след битката при Клокотница през 1230 година, макар че херцогството продължава да съществува формално поне до края на 40-те години. През следващите 140 години градът осем пъти преминава по мирен или военен път от български под византийски контрол и обратно, като е в границите на България през 1230 – 1246, 1254 – 1256, 1257 – 1277, 1322 – 1332 и 1344 – 1371 година.
Така при управлението на Георги II Тертер градът отново е включен в пределите на българската държава, но след ранната му смърт, Византия си връща контрола над региона, и така до 1344 година, когато регентският съвет на малолетния император Йоан V Палеолог предава града, заедно с още 7 крепости, на България като в замяна получава подкрепа от Иван Александър в борбата за трона в Константинопол при поредната гражданска война във Византия.

## Под османска власт
През 1364 г. османските войски, начело с Лала Шакхин паша, завладяват града. Гробът на османския военачалник и днес може да се види в двора на Шахбединова Имарет джамия. Пловдив е главен град на османската област Румелия до 1382 г., когато управлението е преместено в София. Попадайки във вътрешността на Османската империя, Филибе губи стратегическото си значение на крепост. Постепенно всички следи от древността изчезват и започва ново строителство на обществени сгради като джамии, ханове, странноприемници и бани. Така градът се променя коренно и неговият архитектурен облик придобива типични ориенталски черти. Забележителен паметник от периода на османското владичество е Часовниковата кула, издигната през 16 век на Хълма с кулата (Сахат тепе). Смята се за първия градски часовник в Османската империя и една от най-старите часовникови кули в Източна Европа.
В периода на българското национално Възраждане Пловдив е важен икономически център и е част от Одринския вилает. Числено нарастващата българска буржоазия укрепва икономически и получава ключово влияние в обществото. Търгувайки с Европа и Русия, тази прослойка е отворена за модерни политически и културни влияния. Тогава, заможните пловдивчани се съревновават в строителството на нов модел къщи, голяма част от които са запазени в архитектурно-историческия резерват Старинен Пловдив.
Пловдив влиза в новата българска история с приноса си в развитието на националната култура и борбата за църковна независимост, която е равносилна на мирна буржоазна революция. Пловдив играе водеща роля в тази борба в лицето на лидери като Найден Геров, доктор Вълкович, Йоаким Груев, цели родове като Чалъковите и Чомаковите. През 1839 г. в града е открито първото българско училище. В 1850 г. се поставя началото на модерното светско образование с откриването на класното училище „Св. св. Кирил и Методий“. След Кримската война през 1857 г. е открито първото руско консулство с консули Найден Геров и Алексей Церетелев. На 11 май 1858 г. тук за първи път е честван празникът на светите братя, който впоследствие става национален празник на славянската писменост и култура. В пловдивска църква „Св. Богородица“, на Коледа през 1859 г. за първи път в България е отслужена литургия на български език. През 1868 г. училището прераства в първата българска гимназия. Негови възпитаници са най-големите интелектуалци, политически и духовни лидери на нацията.
За битката по време на Руско-турската война (1877 – 1878) вижте Пловдив (битка)т.1. Многовековният български град Пловдив населен с будно българско население, което участва и в предишни борби за национално освобождение-съзаклятия, опити за въстания и комитетите на В.Левски. Гр. Пловдив се включва в подготовката на Априлското въстание. Пловдив през Априлското въстание-. Революционният комитет в Пловдив счита, че турското население е многобройно, добре въоръжено-има редовен гарнизон. Затова не се предвижда масово българско въстание. Планът на революционерите е знакът за бунта да бъде опожаряването на около двадесет къщи. С тази задача да се заеме пловдивчанинът Отон Иванов. На събранието в Оборище мним революционер извършва предателство и турската полиция следи пловдивските революционери. Мнозина от тях с разколебан дух решават да се откажат от палежите. Но Отон Иванов, Георги Търнев и братя Турчеви заедно с братя Свешарови вземат твърдо решение да запалят своите дюкяни. Комитета решава една чета от 30 пловдивски въстаници да се разделят на две и да поемат пътищата за с. Царацово и от Джендем тепе за с. Перущица – тъй Пловдив да участва в това общо-българско въстание.  Водачът на пловдивската чета Спас Турчев е разколебан да не въстава от брат си, който се страхува да не загинат и двамата братя. Отон Иванов не може да запали домът си-понеже неговите роднини му пречат. Само братя Свещарови-пловдивски граждани и Кочо Честеменски от с. Динката палят дюкяните си на 22 април 1876 г. В това време се намесва турската полиция, която гаси дюкяните. Единият от братя Свещарови е арестуван по подозрение. Георги Търнев от кв. Каршияка-Пловдив отива в с. Царацово при Иван Арабаджията с когото повеждат селяни от хисарско в Копривщица. След неуспеха на бунта в този град Георги Търнев се крие в овчарска колиба в Троянско, но Г.Търнев е убит от по време на сън от турско заптие.Другият член на пловдивския комитет Кочо Честеменски с каруца заминава за Перущица и участва в битките с турците, но за да не бъдат пленени от тях и подложени на насилия Кочо убива жена си, детето си и себе си в църквата на Перущица. Отон Иванов въоръжен и на кон на разсъмване тръгва за Джендем тепе, за да иде в Перущица, но около тепето има турски патрул. Отон бяга от патрула и заминава за Станимака и вдига на бунт селата Бойково и Дедево, но и тук бунта не успява. След кратка битка селяните се оттеглят в горите. Отон Иванов се връща в Пловдив, но е арестуван от турците-съден и изпратен на заточение до освобождението на България от османско владичество. 
През 1877 г. избухва Освободителната война. Пловдив е освободен на 16 януари 1878 г. от войните на Предния отряд (генерал-майор Виктор Дандевил) от състава на Западния отряд на генерал-лейтенант Йосиф Гурко. Пръв в града влиза ескадронът на капитан Александър Бураго.

## След Освобождението
Санстефанският мирен договор от 3 март 1878 г. урежда създаването на Княжество България, включващо повечето земи с преобладаващо българско население.
Временното руско управление избира седалището на новата власт да бъде в Пловдив, тъй като се е смятало той да стане столица на Княжество България.
Санстефанският договор е оспорен от Австро-Унгария и Великобритания и окончателното приключване на Руско-турската война се урежда чрез Берлинския договор. По силата на Берлинския договор току-що освободилата се българска държава е разпокъсана на няколко части, Пловдив става столица на автономната област Източна Румелия, а Османската империя изработва в тримесечен срок Органически устав (Конституция) на областта и назначава управител.
От пролетта на 1885 г. сформираният в града под ръководството на Захари Стоянов Български таен централен революционен комитет се заема с активно пропагандиране на обединението на Източна Румелия с Княжество България. На 5 септември няколкостотин въоръжени бунтовници от село Голямо Конаре (сега град Съединение) се придвижват към Пловдив. През нощта срещу 6 септември частите, командвани от Данаил Николаев, установяват контрол над града и отстраняват правителството и генерал-губернатора Гаврил Кръстевич. Съставено е временно правителство, начело с Георги Странски и е обявена обща мобилизация. След като княз Александър I Батенберг подкрепя Съединението и след края на последвалата Сръбско-българска война, България и Османската империя постигат споразумение, според което Княжество България и Източна Румелия имат общо правителство, парламент, администрация, армия. Днес 6 септември се чества като Ден на съединението и празник на град Пловдив.
След Съединението Пловдив остава вторият по големина град след столицата София. Първата железница е построена в Пловдив още през 1874 г., а след 1888 г. тя вече свързва града и със София. През 1892 г. Пловдив е домакин на Първото българско изложение с чуждестранно участие. Наследник на това начинание днес е Пловдивският международен панаир. След Освобождението в Пловдив е открита и първата пивоварна фабрика.
В началото на 20 век Пловдив израства като голям промишлен и търговски център със силно развита лека и хранително-вкусова промишленост. В града са инвестирани германски, френски и белгийски капитали и се развива модерна търговия, банково дело и индустрия. През 1939 г. в Пловдив има над 16 000 занаятчии и над 17 000 работници във фабрики, предимно в хранителната и тютюневата промишленост. В годините на Втората световна война се разширява тютюневата промишленост и търговията и износа на плодове и зеленчуци. Паметна за този период е 1943 г., когато са спасени от депортиране 1500 задържани евреи след застъпничеството на тогавашния Пловдивски митрополит Кирил, по-късно станал български патриарх.
В годините на Народната република в Пловдив са построени мащабни индустриални предприятия като Комбинат за цветни метали, Текстилен комбинат, Електроапаратурен завод, Тютюнев комбинат, Консервен комбинат, Комбинат за мотокари и др. На 6 януари 1956 г. e открита първата тролейбусна линия в Пловдив. Също през 50-те е построен емблематичният за града хотел „Тримонциум“. През 60-те и 70-те години на века се извършва масирано строителство, оформят се съвременните жилищни комплекси. През 70-те и 80-те години са разкрити много от археологическите паметници в Пловдив, изцяло е реставриран Старият град.
През 1990 г. е завършен спортният комплекс „Пловдив“, включващ един от най-големите стадиони и най-голямата гребна база в България. През 1999 г. в „Града на хълмовете“ се провежда Европейският месец на културата.